# Пушкін (місто)
Пу́шкін (до 1918 року — Ца́рське Село́, з 1918 по 1937 рік — Дитя́че Село́) — місто в Росії в складі Пушкінського району міста федерального значення Санкт Петербурга та його внутрішньоміський муніципальний утвір, 1935 року переданний в адміністративне підпорядкування Ленінграда. Великий туристичний, науковий, освітній і оборонно-промисловий центр. Входить до списку пам'яток під охороною ЮНЕСКО, в складі об'єкту «Історичний центр Санкт-Петербурга, передмістя та фортифікаційні споруди».
Населення — 112 674 осіб (2020).
Через місто проходить залізнична лінія Санкт-Петербург — Вітебськ, на його території розташовані залізнична станція Царське Село та зупинний пункт Детськосільська. Відстань між Вітебським вокзалом Санкт-Петербурга та Царським Селом становить 23 км. Поштамт Санкт-Петербурга та відділення зв'язку № 1 Пушкіна розташовані на відстані 24 км по прямій. Місто розташоване в межах Приневської низовини.
Заміська імператорська резиденція Царське Село була заснована 1710 року; місто з 1808 року. У місті розміщений музей-заповідник «Царське село» — пам'ятка містобудівного мистецтва та палацо-парковий ансамбль XVIII — початку XX сторіччя. До складу заповідника входить Катерининський парк із Катерининським палацом та іншими спорудами.

## Фізико-географічна характеристика

### Рельєф і геологічний стан
Місто лежить на Приневській низовині по лівому берегу річки Неви. Ландшафт доволі різноманітний: пагорби, гряди та тераси чергуються з долинами, рівнинами, лісові масиви змінюються сільськогосподарськими угіддями. Численні джерела дають початок струмкам і живлять ставки.
В епоху палеозою 300—400 мільйонів років тому ця територія була покрита морем. Осадові поклади того часу — пісковики, піски, глини, вапняки — покривають грубим шаром (понад 200 метрів) кристалічний фундамент, що складається з гранітів, гнейсів і діабазів. Сучасний рельєф утворився внаслідок діяльності льодовикового покрову (останнє Валдайське зледеніння було 12 тисяч років тому). Після відступу льодовика утворилось Литоринове море, рівень якого був на 7—9 м вище сучасного. 4 тисячі років тому море відступило, і утворилась долина річки Неви. Долина складена озерно-льодовиковими та післяльодовиковими покладами. Останні 2,5 тисячі років рельєф майже не змінювався.

### Клімат
Клімат Пушкіна помірний і вологий, перехідний від морського до континентального. Тривалість дня змінюється від 5 годин 51 хвилини в зимове сонцестояння до 18 годин 50 хвилин в літнє сонцестояння. літо коротке помірно тепле, зима тривала, нестійка, з частими відлигами. Весна й осінь мають затяжний характер. Додатні температури повітря переважають з початку квітня по кінець першої декади листопада. Найхолодніший місяць — лютий. Середньорічна сума опадів — 590 мм.
Переважний напрямок вітрів — південний. Для міста характерна часта зміна повітряних мас, зумовлена значною мірою циклонічною діяльністю. Влітку переважають західні та північно-західні вітри, взимку — західні та південно-західні. Роза вітрів на території міста забезпечує в будь-який час року свіже, цілюще, чисте повітря.
Найхмарнішими місяцями є листопада, грудень, січень. Мінімальна хмарність спостерігається в травні-червні-липні. Кількість сонячних днів у році — не менше 240. Із 25—26 травня по 16—17 липня розпочинається сезон «білих ночей», в цей період сонце лише ненадовго заходить за горизонт, а світлий час дня наприкінці червня досягає майже 19 годин.
Основу ресурсного потенціялу Пушкіна складають прісні поверхневі та підземні води.
Річні показники температури повітря й опадів:
| Клімат Пушкіна          | Клімат Пушкіна | Клімат Пушкіна | Клімат Пушкіна | Клімат Пушкіна | Клімат Пушкіна | Клімат Пушкіна | Клімат Пушкіна | Клімат Пушкіна | Клімат Пушкіна | Клімат Пушкіна | Клімат Пушкіна | Клімат Пушкіна | Клімат Пушкіна |
| Показник                | Січ.           | Лют.           | Бер.           | Квіт.          | Трав.          | Черв.          | Лип.           | Серп.          | Вер.           | Жовт.          | Лист.          | Груд.          | Рік            |
| Абсолютний максимум, °C | 8,6            | 10,2           | 14,9           | 25,3           | 30,9           | 34,6           | 35,3           | 33,5           | 30,4           | 21,0           | 12,3           | 10,9           | 35,3           |
| Середній максимум, °C   | −2,3           | −1,4           | 4,1            | 9,2            | 16,1           | 20,5           | 22,2           | 20,6           | 14,6           | 8,5            | 1,8            | −0,7           | 9,4            |
| Середня температура, °C | −6,5           | −6             | −1,4           | 4,4            | 10,9           | 15,8           | 17,7           | 16,4           | 11,0           | 5,6            | −0,1           | −3,9           | 5,2            |
| Середній мінімум, °C    | −7,9           | −7,7           | −2,9           | 1,6            | 7,1            | 11,9           | 14,0           | 13,0           | 8,0            | 3,7            | −2,1           | −5,5           | 2,8            |
| Абсолютний мінімум, °C  | −35,9          | −35,2          | −29,9          | −21,8          | −6,6           | 0,1            | 4,9            | 1,3            | −3,1           | −12,9          | −22,2          | −34,4          | −35,9          |
| Норма опадів, мм        | 40             | 31             | 35             | 33             | 38             | 64             | 78             | 77             | 67             | 65             | 56             | 49             | 633            |
| ----------------------- | -------------- | -------------- | -------------- | -------------- | -------------- | -------------- | -------------- | -------------- | -------------- | -------------- | -------------- | -------------- | -------------- |

### Ґрунти, рослинний і тваринний світ
До заснування міста територія була покрита хвойними лісами (соснові та ялинові) з домішками широколисткових порід і низинними болотами. Переважають поверхнево-підзолисті в поєднанні з торф'яно-підзолисто-глейовими ґрунтами. Внаслідок інтенсивної господарської діяльності людей природний ландшафт повсюдно поступився місцем культурному ландшафту. Тепер тут переважають сільськогосподарські угіддя з невеликими ділянками вторинних осикових і березових лісів, сіровільховиків і верб. В XVIII—XIX сторіччях склалась паркова зона міста Пушкіна площею 704 га (Катерининський, Олександрівський, Баболовський, Окремий, Фермерський парки).
В околицях Пушкіна інколи трапляються заєць сірий і ондатра. В місті водиться велика кількість птахів, плазунів і безхребетних.
Екологічно це найчистіший район завдяки природному мікроклімату та жорсткій природоохоронній політиці адміністрації.
|                   |                |               |                                         |
| Московські ворота | Гостинний двір | Садова вулиця | Церква преподобного Сергія Радонезького |

## Історія

### Виникнення міста
У шведський час (1609—1702) на території Катерининського палацу існувала шведська дворянська садиба Саара Моіс[і]. Це була невелика садиба, що складалась із дерев'яного будинку, господарських прибудов до нього та скромного саду, розділеного двома перпендикулярними алеями на чотири квадрати. Вперше це поселення згадується в складі Нікольського Іжорського погоста в «Переписній окладній книзі по Новгороду Вотської п'ятини» 1501 року. На картах, складених для Бориса Годунова, маєток має назву «Сарица». Пізніше, під впливом російської народної етимології, назва трансформувалась в «Сарську мизу», а відтак в «Саарське село», і, зрештою, стала Царським Селом.
Після вигнання шведів із цього району Петро I подарував мизу О. Д. Меншикову, а пізніше, 13 (24) червня 1710 року, Сарська миза (разом із 43 приписаними селами й угіддями) була подарована Марті Скавронській, яка 1712 року стала його дружиною під іменем Катерини Олексіївни. Ця дата — 13 (24) червня 1710 року — і є датою заснування міста. У 1718—1724 роках за проєктом архітектора Іоганна Браунштейна тут виріс невеликий двоповерховий камінний палац, оточений підсобними будівлями. Розширився сад, заново перепланований терасами майстром садово-паркового мистецтва Я. В Роозеном. У 1719 та 1722 роках на нижній терасі вирили два ставки.
Неподалік від палацу з'явилась слобода палацових служителів. 1716 року побудована дерев'яна Успенська церква: з цього моменту Сарська миза перетворюється в Сарське Село. 1720 року з'являється перша вулиця Царського Села — Садова (первісна назва — Передня вулиця). 1721 року заснована Кузьмінська слобода із селян Суздальської губернії. 1734 року розпочалось будівництво Знаменської церкви — найстарішої камінної споруди міста.

### Імператорська резиденція

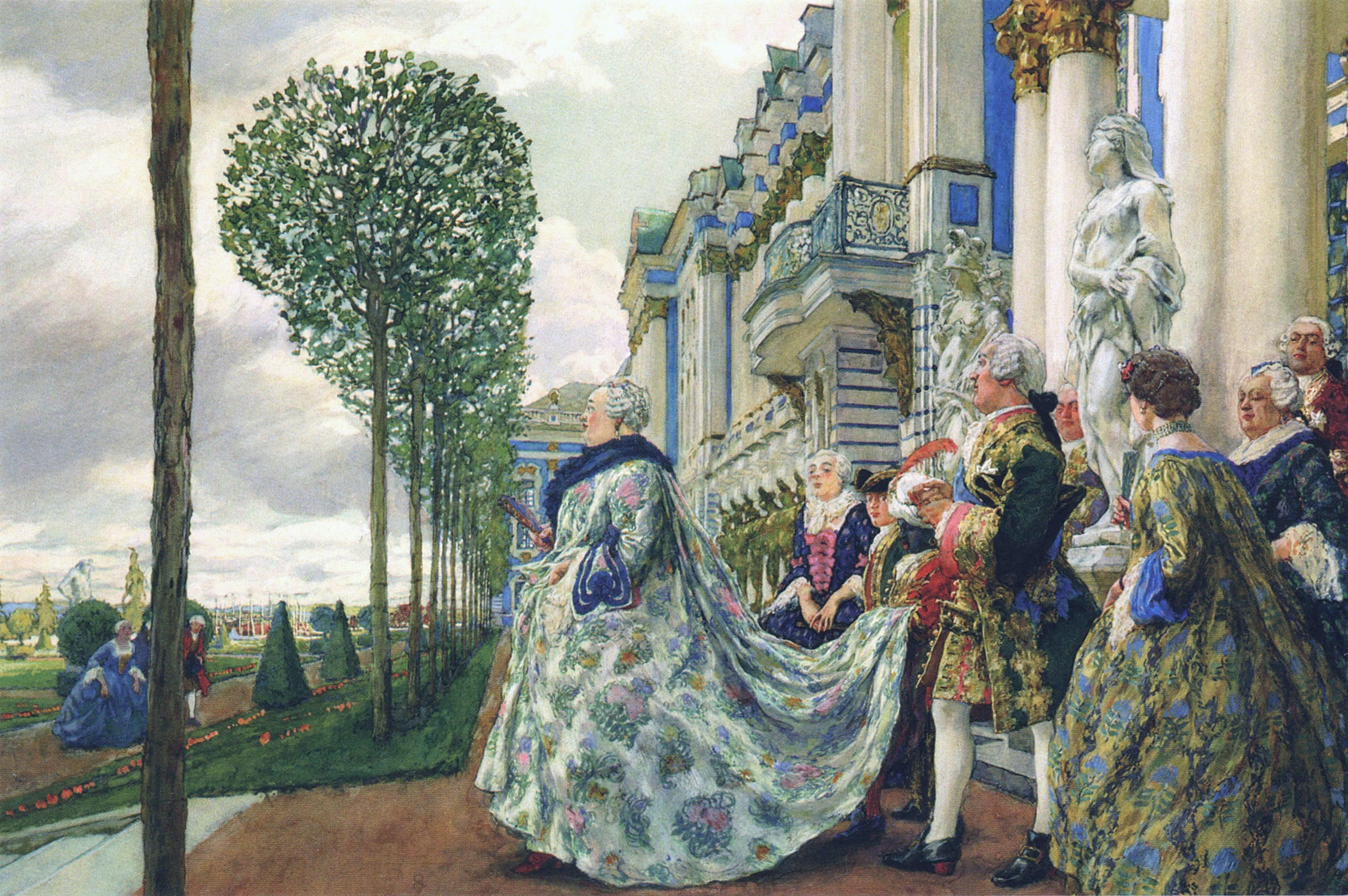
Є. Є. Лансере. Імператриця Єлизавета Петрівна в Царському Селі. Гуаш. 1905

За царствування Єлизавети Петрівни Царське село стало імператорської резиденцією, довкола якої уклалось поселення. В 1740—1750-ті роки скромний палац Катерини I перебудовується в розкішну літню резиденцію. З 1751 року по 1756 рік реконструкцію Катерининського палацу провадив архітектор Ф. Б. Растреллі. В основних рисах палац і зараз має вигляд, який був наданий йому Растреллі. 1755 року з третього Зимового палацу сюди перенесли Бурштиновий кабінет. Одночасно йшло розширення території саду, південною межею його стали Нижні ставки. В саду з'явились скульптури та паркові павільйони. Для водопостачання паркових водойм прорили від Віттолівських джерел (за 6 км від Царського Села) канал. У цей період склався вигляд Садової вулиці. У її верхній частині з'явились побудовані за проєктами С. І. Чевакинського декілька однотипних «кавалерських» будинків у бароковому стилі, а нижче — велика камінна оранжерея.
До 1770-х років на північному сході від головного палацового комплексу розрослась слобода. Катерина II намагалась регламентувати подальший ріст населення. У січні 1780 року для упорядкування слободи був виданий наказ, що приписував "при селі Царському, по праву сторону Нової дороги Новгородської, а по ліву до Порхова йдучої, влаштувати місто під назвою «Софія і разом з тим заснувати Софіївський повіт». Із заснування міста Софії там з'явилась своя адміністрації з городничим, магістратом, ратушею, не підвідомча Царськосільській. В самому Царському Селі заборонили будівництво житлових будинків, а чиновників, купців і духовенство розселили в Софії. Катерина звеліла провести водогін, достатній для живлення ставків і для забезпечення питною водою Царського Села та Софії. Місто Софія було розбите на окремі правильні квадрати з обширною площею в центрі. Поряд із площею спочатку побудували дерев'яну церкву святих Костянтина й Олени, а 1788 року на самій площі — і камінний Софійський собор.
У 1770-х роках на захід від Великого палацу створюється новий пейзажний парк (в майбутньому Олександрівський парк). 1782 року побудовані Орловські ворота. В 1792—1795 роках на північно-східній межі Нового саду для майбутнього імператора Олександра I за проєктом Дж. Кваренгі побудований Олександрівський палац.
Ось як описує слободу при Великому палаці та Софію Й. Г. Георгі в 1794 році:
§ 1086. Жителі слободи поблизу замку суть садівники й інші придворні служителі, також і багато селян. Вона має прекрасну камінну церкву, але мале токмо число камінних домів. Тут живуть також два трактирщики, до яких чужі приставати і стіл мати можуть. В слободі розміщений завод для білого, червоного та синього паперу на Державні асигнації.
§ 1086. Повітове місто Софія розташоване в 1 версті від Царського села і закладене в 1785 році. Воно побудоване при каналах Царськосільських садів, розташоване правильно і має окрім повітових присутствених місць також камінний поштовий двір і декілька камінних обивательських будинків. велика церква його побудована на подобу Софійськох церкви в Константинополі і є церква Кавалерської думи Ордена Св. Володимира. Вона побудована архітектором Старовим. Процвітанню цього міста перешкоджає близькість Санкт-Петербурга.
1808 року при імператорі Олександрі I Царське Село було об'єднане з Софією і здобуло статус міста — центра Царськосільського повіту. Звідси характерний «олександрівський стиль» старих будівель. Однак Софія неофіційно існує і донині: як назва для певної старовинної частини міста, обмеженої з різних боків Павловським шосе, вулицями Саперною, Гусарською та Парковою.

### Місто

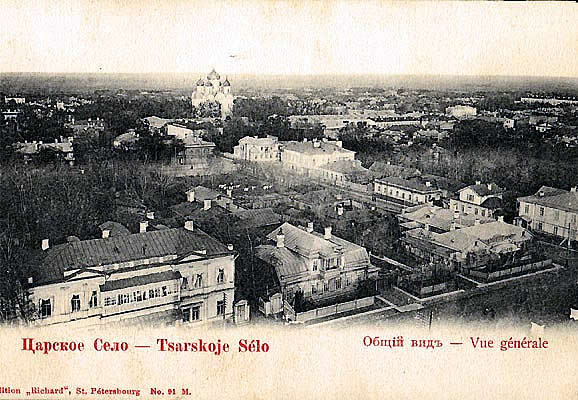
Царське Село. Загальний вигляд. Листівка. 1904 рік

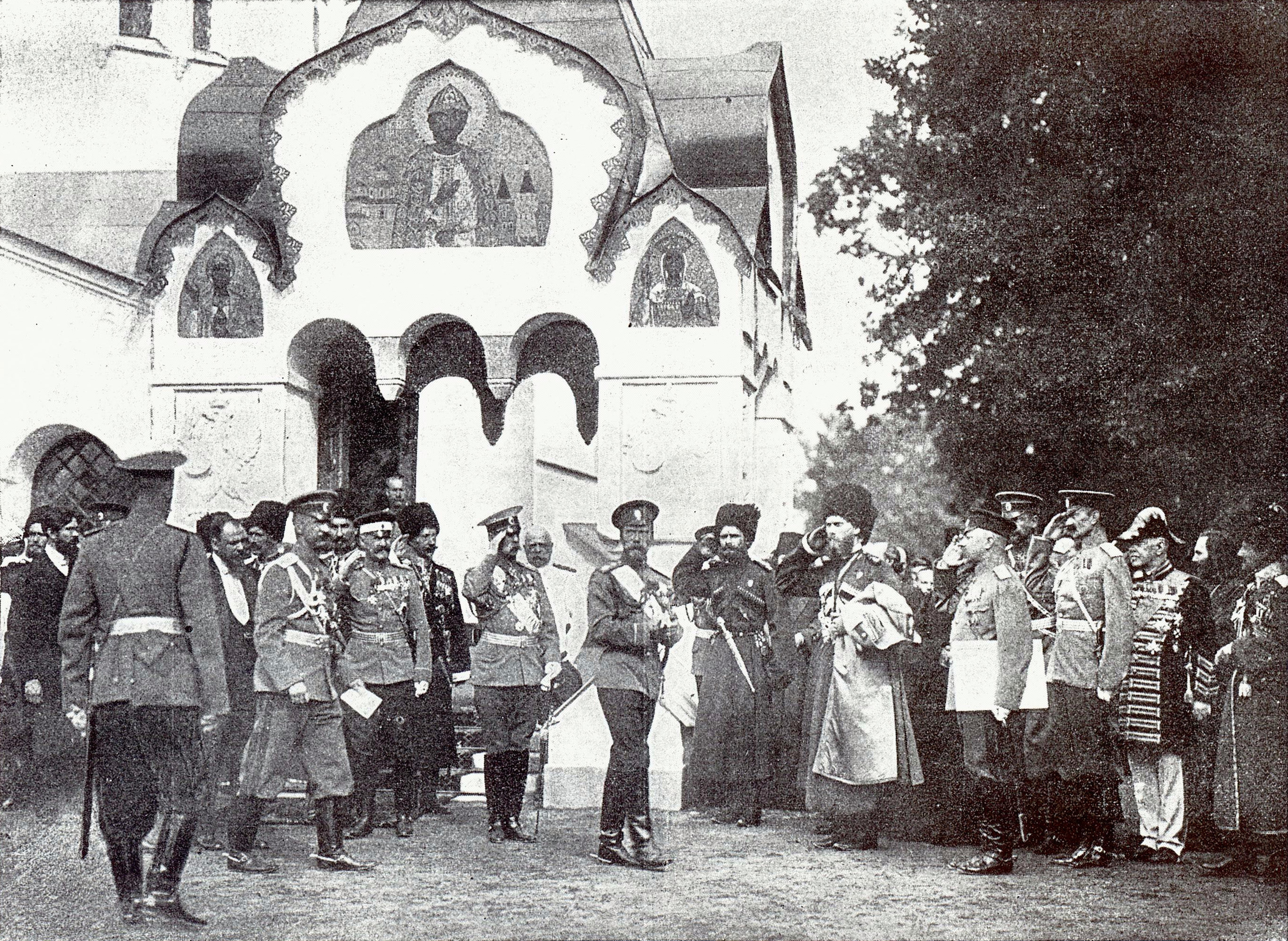
Прийом Миколою II депутації після освячення. Фото 1912 року

З 1808 по 1832 рік міським архітектором Царського Села був призначений Олександром I шотландський архітектор Вільям Гесте. Зодчий розпочав роботу зі складення генерального плану забудови міста: Царське Село було розбито на квартали, забудовані симетрично розташованими будівлями. Квартали ділились на ділянки із садами та городами. В генеральному плані були закладені чотири площі: торгова, адміністративна, напівкругла і Знаменська. Розпочалось нове заселення Царського Села, куди з Софії перевели присутствені місця та жителів, яким були роздані нові земельні ділянки відповідно до затвердженого нового плану міста. Софія спустіла. На її місці влаштувати військове поле, а Софійський собор став полковою церковою лейб-гвардії Гусарського полку.
1817 року в місті нараховувалось всього 15 вулиць, 354 обивательських і казенних будівлі. Населення становило 4 тисячі людей.
Після пожежі 1820 року роботи у Великому палаці провадив В. П. Стасов. Ним були побудовані декілька будівель у класичному стилі: Манеж, Конюшенний корпус, Велика оранжерея. Із 1811 по 1843 рік у флігелі Катерининського палацу розміщувався Царськосільський ліцей. В ньому в 1811—1817 роках жив і вчився Олександр Пушкін. 1817 року споруджені ворота «Люб'язним моїм співслуживцям» в пам'ять Французько-російської війни 1812 року. 1824 року виник Колоністський став («Колонічка»). В 1824—1827 роках архітекторами братами Л. і Д. Адаміні зведений костел святого Івана. В 1827—1830 роках при в'їзді в місто з боку Петербурзького шосе архітектором А. А. Менеласом були споруджені чавунні Єгипетські ворота.
1837 року стала до ладу перша в Російській імперії Царськосільська залізниця. 1840 року в місті споруджений Катерининський собор. 1839 року до двох наявних міських кварталів додали третій поблизу залізниці, а 1855 року почали забудовувати ділянки землі вздовж Павловського шосе. В місті нараховувалось 44 вулиці та перевулки, 10 церков, костел і кірха, 400 приватних будинків, 8 казарм, 3 шпиталі, діяв перший великий навчальний заклад — жіноче духовне училище. Царське Село вважалось одним із найбільш облаштованих міст: статус імператорської резиденції гарантував місту зразкове облаштування. Наприкінці XIX сторіччя Царське Село отримало телефонну мережу, а 1887 року стало першим у Європі повністю електрифікованим містом. В місті було 14 тисяч жителів, існував шпиталь на 150 місць, була влаштована богодільня на 40 людей. Міська Ратуша, поліцейське управління, дві пожежні команди забезпечували та підтримували зразковий порядок.
1905 року Олександрівський палац став головною резиденцією Миколи II, тут же ж після Лютневої революції під домашнім арештом утримувались члени імператорської родини. Оскільки самодержець віддавав перевагу Царському Селу перед столицею Петербургом і велику частину часу любив проводити саме в Царському Селі, місто було електрифіковано та оснащено європейськими технічними новинками. В 1902—1908 роках були облаштовані за останнім словом техніки системи міського водогону та каналізації (вперше в Росії була застосована система роздільної зливної каналізації з одночасним облаштуванням станції біологічної очистки, до того навіть в столиці нечистоти зливались слугами в канави або просто на вулицю), а також система освітлення та перша в Росії сміттєспалювальна станція. Довкола міста простягалися старовинні парки, що перевищували своїми масштабами розмір самого міста.

До 1909 року на 30 тисяч жителів у місті було 19 навчальних закладів. В 1910-ті роки на північ від Великого палацу, на межі Олександрівського парку та міста було побудоване стилізоване в дусі руської архітектури Федорівське містечко для імператорських конвойних військ: Федорівський собор, власне містечко з облицьованими вапняком будівлями трапезної, канцелярії, офіцерського та солдатського лазаретів (архітектор С. С. Кричинський). 1911 року був запущений перший маршрут автобуса. Із Першою світовою війною пов'язане відкриття 1914 року в Царському Селі надпотужної для того часу 300-кіловатної радіотелеграфної міжнародної станції.

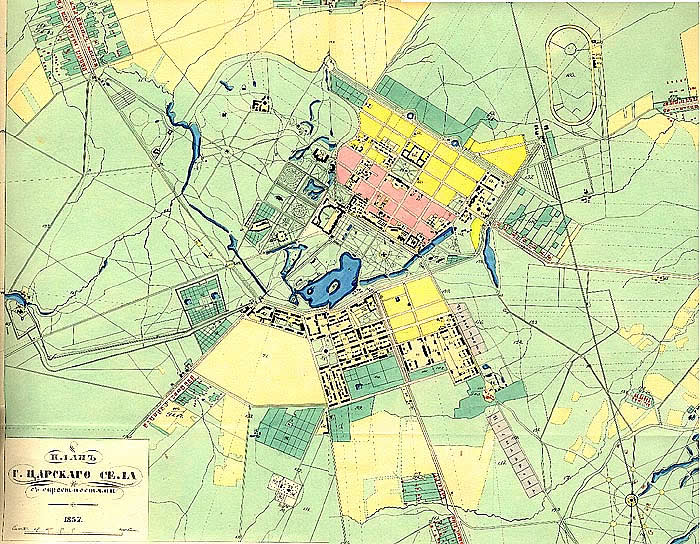
План м. Царського Села з околицями. З Атласу Царського Села 1858 року
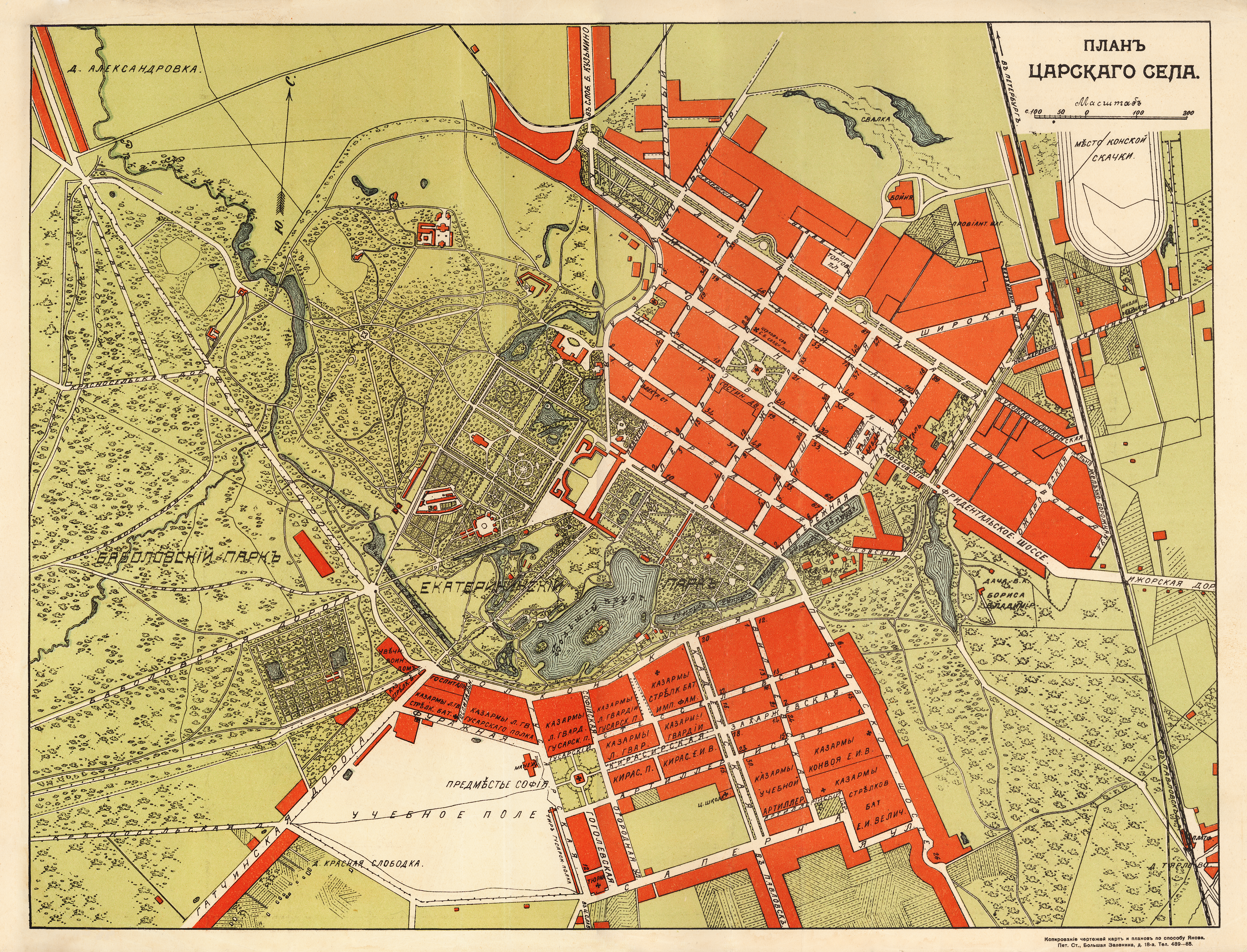
План Царського Села, літографія 1915 року.

### Радянський період

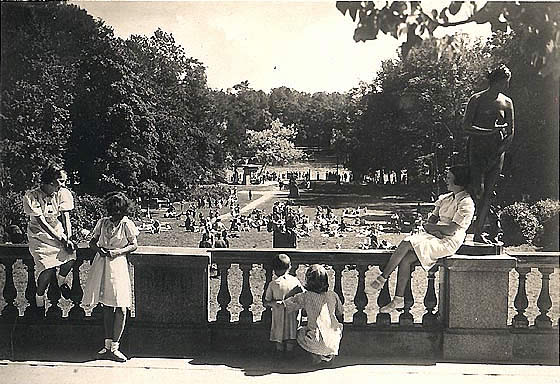
Місто Пушкін. В Катерининському парку. Листівка. 1939 рік

1918 року палацо-парковий комплекс націоналізований і музейофікований. В палацах та особняках розміщені дитячі заклади. І 7 листопада 1918 року Рада комісарів Союзу комун Північної області видає декрет про перейменування Царського Села в Дитяче Село Урицького. У жовтні 1919 року місто було зайняте Північно-Західною Російською армією, а радянська влада була ліквідована. Однак вже в листопада ПЗА відступала з тяжкими боями, і в місто повернулась Червона армія.
За постановою президіуму Леноблвиконкому і Ленради від 19 серпня 1936 року місто Дитяче Село, що входило до ліквідованого тою ж постановою Ленінградського Приміського району Ленінградської області, був перепідпорядкований Ленінградській раді. З цього моменту Пушкін став частиною Ленінграда (Санкт-Петербурга).
10 лютого 1937 року, у зв'язку зі 100-літньою річницею гибелі поета, ЦВК СРСР видає постанову про перейменування міста в місто Пушкін. 10 червня 1939 року було підірвано Катерининський собор.
18 вересня 1941 року місто було окуповане німецькими військами, які знищили та пошкодили багато споруд ансамблю, викрали велику кількість безцінних творів мистецтва (серед них прибрання Бурштинової кімнати Великого палацу). 24 січня 1944 року Пушкін був звільнений військами під командуванням генерала І. В. Хазова в ході Красносільсько-Ропшинської операції.
Ще в роки війни розпочалось відновлення комплексу. 1946 року відкрились парки, 1949 року — Ліцей, а 1959 року — перші шість відновлених залів палацу. Реставраційні роботи тривають до тепер. Бурштинова кімната, наприклад, була відновлена лише 2003 року.
В самому місті було відновлено багато старовинних споруд, будувались нові будинки. Новий ансамбль створений на Привокзальній площі, перед будівлею вокзалу (архітектори Є. Левінсон, А. Грушке). В 1950—1960-х роках забудовані новими житловими будинками квартали північніше Ленінградської вулиці та південніше Саперної вулиці. В східній частині міста та в Софії відкрита низка промислових підприємств. 1960 року в міському саду біля Гостинного двору був відкритий пам'ятник В. І. Леніну (скульптор З. І. Азгур, архітектор Є. Левінсон). 9 травня 1960 року на Радянському (тепер Софійському) бульварі відкрили пам'ятник німецькому комуністу Ернсту Тельману (архітектор Арнольд). В 1980-х роках багатоквартирними будинками за індивідуальними проєктами забудований район Кузьміно на півночі міста.
1975 року в Пушкіні побудували нові каналізаційні очисні споруди, що передбачали повну біологічну очистку та знезараження стічних вод. В 1999—2005 роках в рамках російсько-шведсько-фінського проєкту була проведена реконструкція очисних споруд міста.

### Сучасний період

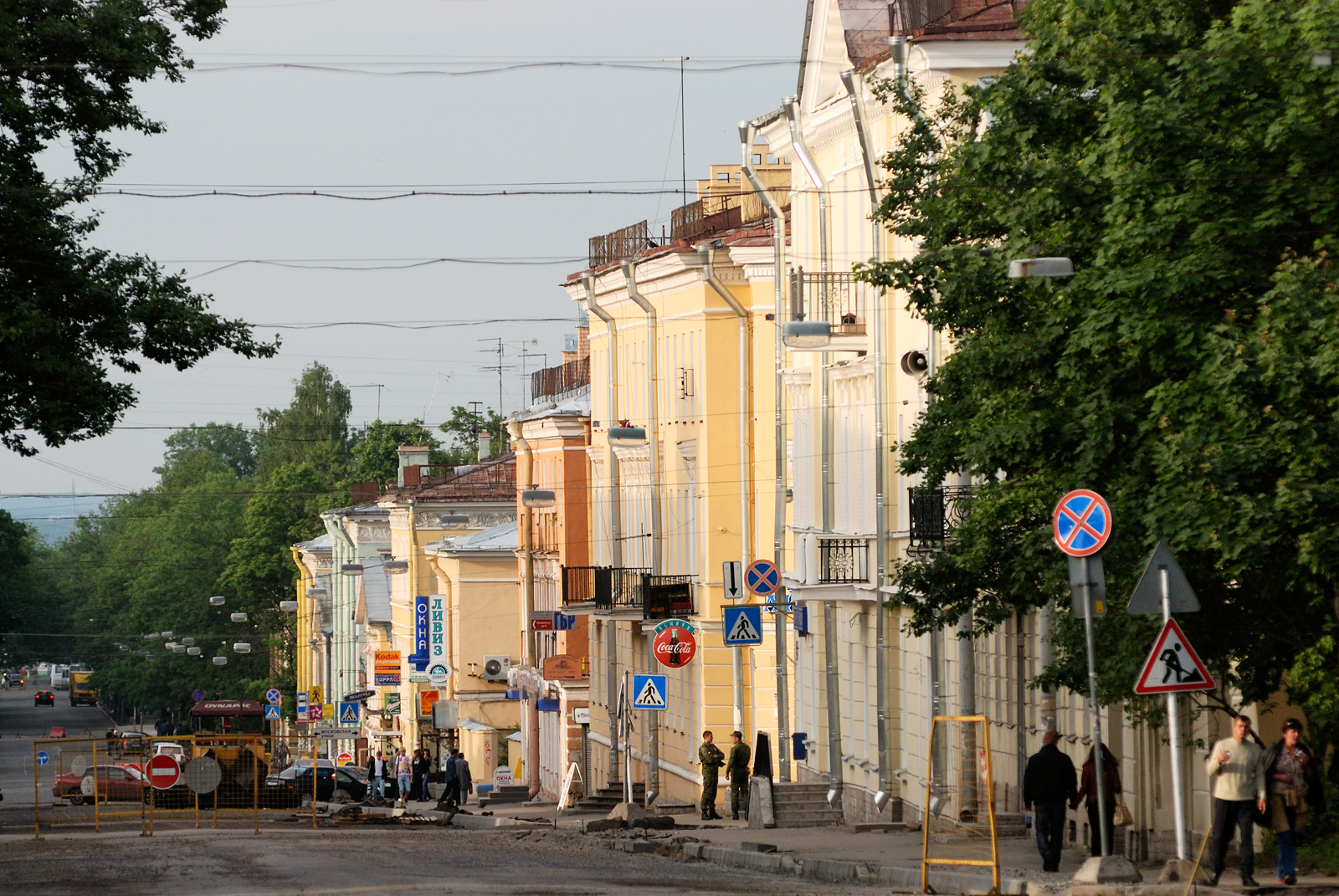
В центре города

З початком перебудови в Пушкіні активізувалась демократична громадськість. Під час виборів 1989 року народних депутатів СРСР жителі району забалотували висуванця від КПРС голову Ленміськвиконкому В. Я. Ходирєва.
В місті щорічно, в наступні після дня міста (24 червня) вихідні проводяться карнавали. З 1995 року проводиться Міжнародний Царськосільський карнавал. 2000 року місто прийняте до Федерації європейських карнавальних міст.
24 червня 2010 року місто Пушкін відзначило своє 300-річчя. У зв'язку з цим 23 липня 2008 року президентом Д. А. Медведєвим був виданий указ № 1112 «Про святкування 300-річчя заснування Царського Села (м. Пушкін)». Також був створений Організаційний комітет при Уряді Російської Федерації та при Уряді Санкт-Петербурга.
У квітні 2004 року зі свого п'єдестала невідомими був скинений пам'ятник В. І. Леніну. При падінні пам'ятник розбився. На цьому місці 7 грудня 2006 року відбулось закладання відновлюваного Катерининського собору. Будівництво було завершено до святкування 300-річчя міста.
6 грудня 2010 року невідомі підірвали пам'ятник В. І. Леніну, що був розміщений на вулиці Малій. Монумент зазнав значних пошкоджень.

### Назви міста
За свою історію місто не раз змінювало назву: Са́рська Ми́за — 1710—кінець 1710-х
Са́рське Село́ — кінець 1710-х—серпень 1724
Благові́щенське — серпень—вересень 1724
Са́рське Село́ — вересень 1724—1780-ті
Ца́рське Село́ — 1780-ті—1917
в 1808—1820-х — водночас "Софі́я
Солда́тське Село́ — жовтень 1917—1918
Дитя́че Село́ (імені Урицького) — 20 листопада 1918—9 лютого 1937
Пу́шкін — з 9 лютого 1937.
В місті існує громадський рух, що виступає за повернення історичної назви Царське Село.

### Герб міста
12 (24) березня 1831 року був прийнятий герб Царського Села. В роботі над проєктом тексту найвищого указу брали участь Я. В. Захаржеський і міністр двору П. М. Волконський. 
В чарленому полі золотий вензель імператриці Катерини I, увінчаний імператорською короною.
Затверджений герб був гербом не всього міста, а лише імператорської резиденції. У зв'язку з цим цілком логічно з'явились проєкти міського герба, розроблені бароном Б. В. Кене. Перший був розроблений 1859 року: «В багряному щиті золотий замок з чорними швами, прочиненими воротами та зубчатою вежею над ними, над якою підіймається золотий імператорський штандарт з чорним імператорським орлом».
В проєкті 1882 року абстрактний замок був замінений зображенням власне палацу: «В багряному полі золотий середній фасад Царськосільського палацу, над яким золотий вензель імператриці Єлизавети Петрівни».
Обидва щити мали у вільній частині герб Санкт-Петербурга, як губернського міста, і були увінчані срібною вежевою короною (за правилами гербів повітових міст) і прикрашені Андріївською стрічкою та золотими, нахрест покладеними, скіпетрами (за правилами гербів міст «постійного перебування їхніх імператорських величностей»). Однак ні один із гербів так і не був затверджений.

В радянський час місто не мало свого герба. В 1990-ті роки герб зразка 1831 року був зареєстрований як торгова марка музею-заповідника «Царське Село».

## Населення
На початку 2010 року населення міста Пушкін становило 99,388 чол.

## ЗМІ
В Пушкіні діє кабельне телебачення. Із 1991 року по каналу кабельного зв'язку телекомпанії «Царське Село» в етер виходить телеканал «Царское Село».
Також в місті виходять такі періодичні видання:
- «Царськосільска газета» (виходить з 1906 року) — приділяє значну увагу питанням культури, розвитку міжнародних зв'язків, висвітлює діяльність органів влади та місцевого самоврядування, дає аналіз подій, що відбуваються на території району;
- «Муніципальний вісник» — публікація офіційних та інформаційних матеріялів про діяльність Пушкінської муніципальної ради.

## Персоналії
- Матвєєва Новелла Миколаївна (1934—2016) — російська поетеса.

## Міста-побратими
Міста-побратими Пушкіна:
| - Валдайський район, Росія (2013) - Лоухський район, Карелія, Росія (1999) - Олекминськ, Росія (1997) - Новополоцьк, Білорусь (2003) - Семей, Казахстан (1995) - Ольборг, Данія (1976) - Нойкьольн, Німеччина (1991) - Цербст, Німеччина (1994) | - Камбре, Франція (2003) - Валанс, Франція (2017) - Мантуя, Італія (1993) - Верія, Греція (2015) - Бєльці, Молдова (2015) - Вустер, США (1987) - Каламазу, США (1992) - Округ Нассау, США (1996) |